# Apollonia Radermecher

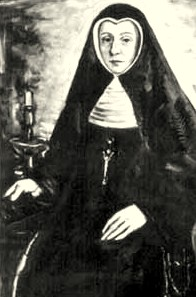
Apollonia Radermecher

Apollonia Radermecher (* 9. September 1571 in Aachen; † 31. Dezember 1626 ebenda) war eine deutsche Ordensfrau und Gründerin des Elisabethinnenordens.

## Leben und Wirken
Radermecher war die Tochter des städtischen Beamten Peter Radermecher und dessen Gattin Christine Esch. Sie wuchs in der Hochphase der Aachener Religionsunruhen in einer streng katholischen Familie auf; zwei Brüder wurden Priester und ein Onkel war Prediger am Wiener Kaiserhof. Als zu Beginn des 17. Jahrhunderts die evangelischen Ratsherren im Aachener Stadtrat vorübergehend die Mehrheit hatten, verlor der Vater seine Stellung im Rathaus und Apollonia Radermecher zog für die nächsten elf Jahre in die niederländische Stadt ’s-Hertogenbosch. Mit dem bedeutenden Vermögen aus dem Nachlass ihres Vaters, der zudem ein wohlhabender Kaufmann gewesen war, kaufte sie dort ein Haus, in dem sie gemeinsam mit anderen Frauen ihre karitative Tätigkeit begann.

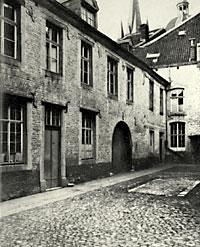
Armenspital „Gasthaus“

Nachdem in den folgenden Jahren die Katholiken wieder die Ratsmehrheit in Aachen erhalten hatten, folgte Radermecher im Jahr 1622 unter Vermittlung der Jesuiten-Kommunität Aachen einem Ruf der Stadt Aachen, das Amt der „Gasthausmeisterin“ am städtischen Armenspital „Gasthaus“, dem 1336 gegründeten ersten „Elisabeth-Hospital“ Aachens, zu übernehmen. Dieses befand sich einst am Münsterplatz direkt neben dem Aachener Dom, wo heute der Altbau der Zentrale der Sparkasse Aachen steht und wo seinerzeit erhebliche Missstände vorherrschten. Radermecher trat am 13. August 1622 dieses Amt an und gründete zu diesem Zweck die Ordensgemeinschaft der „Hospitalschwestern der heiligen Elisabeth vom Dritten Orden des heiligen Franziskus“, kurz die „Elisabethinnen“. Ihre erste große Aufgabe war es, mit ihrem Vermögen schnellstens die vorhandenen Missstände zu beseitigen und den Ansturm der im selben Jahr stattfindenden Aachener Heiligtumsfahrt zu bewältigen, bei der es immer wieder zu ernsten Erkrankungen unter den Pilgern kam.

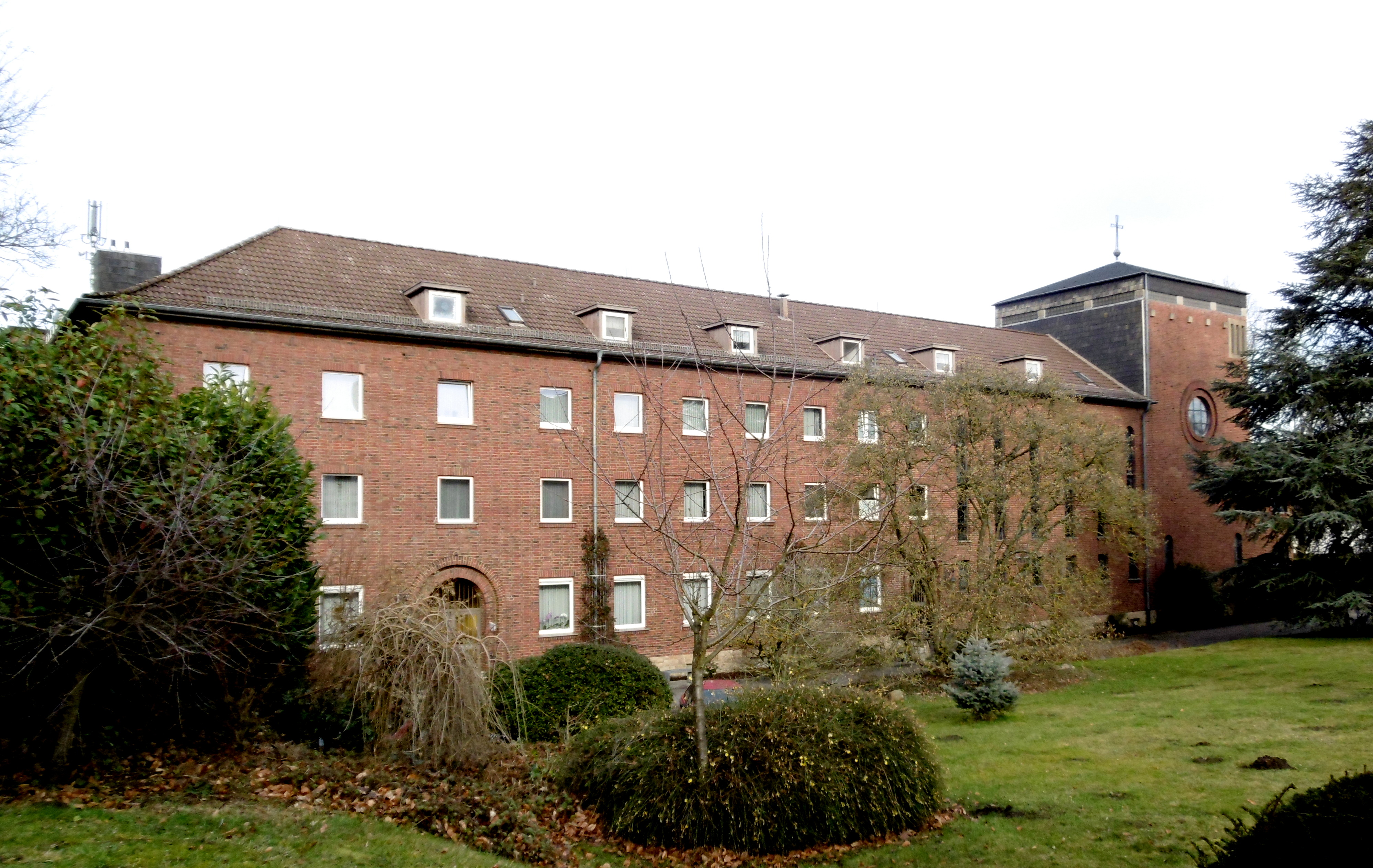
Mutterhaus der Elisabethinnen Aachen seit 1937

Zu ihrem Hauptproblem wurde jedoch die von den Pilgern eingeschleppte Pest, an der auch große Teile der Bevölkerung sowie mehrere Schwestern und Radermecher selbst ernsthaft erkrankten. Bereits von der Krankheit schwer gezeichnet legte sie am 5. Mai 1626 ihr Ordensgelübde ab und starb am 31. Dezember 1626 an den Folgen der Pest. Ihre Gebeine sind seit dem 13. August 1953 in der Krypta der Klosterkirche des 1937 neu erbauten Mutterhauses der Elisabethinnen am Preusweg in Aachen beigesetzt. In den 1950er-Jahren wurde eine Seligsprechung angestrebt, die bisher jedoch ohne Erfolg verlief.
Der von Radermecher gegründete Elisabethinnenorden breitete sich rasch aus und ist mittlerweile mit fast 1000 Schwestern in zahlreichen Ländern in der Kranken- und Altenpflege und in der Kinderbetreuung sowie in Afrika in der Mission tätig. Das von ihr geleitete „Gasthaus“ / „Elisabeth-Hospital“ wurde Anfang der 1850er-Jahre als „Maria-Hilf-Hospital“ zunächst an den Rand des Aachener Stadtgartens verlegt und wechselte bereits 1904 als „Städtisches Elisabeth-Krankenhaus Aachen“ stufenweise in die neu erbauten Anlagen an der Goethestraße, wo es in den 1960er-Jahren in das neu eingerichtete Universitätsklinikum Aachen im Westen der Stadt integriert wurde. In dem Gebäudetrakt des ursprünglichen „Gasthauses“ am Münsterplatz wurde von den 1850er-Jahren bis zur Jahrhundertwende das „Vinzenzspital“ eingerichtet, in dem die Elisabethinnen die Pflege unheilbar Kranker übernahmen.